# Tina Yuzuki
Tina Yuzuki (柚木ティナ, Yuzuki Tina), née le 29 octobre 1986 à Tokyo, est une actrice, chanteuse et ancienne idole de la vidéo pour adultes japonaise.

## Biographie
Son père est Japonais, sa mère est Portugaise.
Yuzuki fait ses débuts dans la vidéo pour adultes à dix-neuf ans avec la sortie en novembre 2005 de Hot Wind, réalisé par Toshio, chez Max-A. Une autre collaboration entre Yuzuki et le réalisateur Toshio est la sortie de High School Uniform and Machine-Gun en mars 2007. Yuzuki continue à apparaître dans les vidéos de Max-A environ une fois par mois en 2006 et 2007. Yuzuki est nommée meilleure nouvelle actrice aux AV Actress Grand Prix 2006.
En septembre 2007, Yuzuki annonce dans son blog officiel qu'elle change son nom de scène de Tina Yuzuki à Rio et qu'elle commence un nouveau blog sous ce nom. En octobre 2007, Max-A sort Endless Ecstasy Fuck avec le nom de Rio. Après avoir passé deux ans à réaliser des vidéos exclusivement pour Max-A, Yuzuki commence à se produire pour S1 No. 1 Style, qui fait partie de la plus grande société de production pornographique du Japon, Hokuto Corporation, dès février 2008 avec la sortie de Risky Mosaic Rio, réalisé par Hideto Aki. Elle continue à travailler pour S1, produisant une vidéo par mois, jusqu'à début 2009, lorsqu'elle recommence à jouer pour Max-A.
Yuzuki reçoit le prix de la meilleure actrice aux Adult Broadcasting Awards 2008 pour ses apparitions sur la chaîne de télévision pour adultes Cherry Bomb.
Par ailleurs, Rio, comme d'autres actrices pour adultes, est membre du groupe musical Ebisu Muscats et participe à l'émission de télévision Please Muscat.
Rio fait des vidéos pour le studio IdeaPocket en mars 2009 avec la sortie de Rio's Everyday Carnival réalisé par Tadanori Usami.
Rio apparaît dans son premier film grand public en 2009, Stop the Bitch Campaign, réalisé par Kosuke Suzuki, mettant en scène la vengeance d'une écolière prostituée avec Kenichi Endō comme méchant. Elle est l'une des trois idoles AV de la production conjointe nippo-coréenne Korean Classroom diffusée à la télévision coréenne en mai 2009. Avec Sora Aoi et Mihiro, elle se rend en Corée pour promouvoir la série. Yuzuki joue dans la comédie Kosupure tantei basée sur le manga du même nom. Le film, produit par Ace-Deuce, sort en salles en juillet 2009 et en DVD le mois suivant.
À la télévision japonaise, Yuzuki interprète le rôle de Lisa dans les premier et le dernier épisodes de la comédie de TBS Unubore Deka diffusée de juillet à septembre 2010 et mettant en vedette Tomoya Nagase, Toma Ikuta et Mika Nakashima.
En mai 2011, Yuzuki joue dans le drame Hard Life, une adaptation du roman de Sueko Nakamura, réalisée par Kenji Seki. En juillet 2012, elle est une actrice du film 9 3/4, réalisé par le styliste RYNSHU qui l'invite comme mannequin pour son défilé automne-hiver 2013 à Paris.
Lorsque le principal distributeur japonais de vidéos pour adultes DMM réalise un sondage auprès de ses clients en 2012 pour choisir les 100 meilleures actrices AV de tous les temps pour célébrer le 30e anniversaire des vidéos pour adultes au Japon, Yuzuki est à la dixième place.
Sous le nom de Rio, elle fait ses débuts en tant que chanteuse solo en décembre 2013 avec Da Ya Think I'm Sexy? publié par JVC.
Après dix ans de travail dans l'industrie audiovisuelle, elle annonce officiellement sa retraite en janvier 2016. Son dernier film pour adultes Rio FINAL (IDBD-692) sort le 19 janvier 2016. Depuis sa retraite, Rio reste active sur les réseaux sociaux et est membre PTA pour le deuxième génération des Ebisu Muscat. Elle organise une réunion de fans le 12 janvier 2019. En septembre 2019, à l'instar d'autres actrices AV célèbres telles que Sola Aoi et Mihiro, Yuzuki arrête la vente de ses films pour adultes sur Fanza.

## Source de la traduction
- (en) Cet article est partiellement ou en totalité issu de l’article de Wikipédia en anglais intitulé « Tina Yuzuki » (voir la liste des auteurs).